# Lucien Rudaux
Lucien Rudaux, né le 16 octobre 1874 à Caudebec-lès-Elbeuf et mort le 15 mars 1947 à Paris,  est un vulgarisateur français en astronomie.

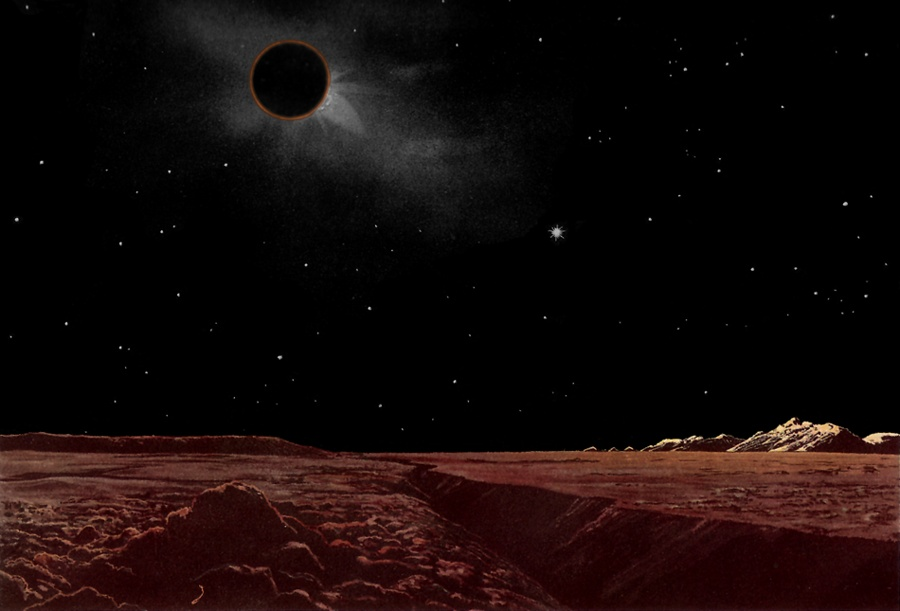

## Biographie
Lucien Rudaux est le fils du peintre et graveur Edmond-Adolphe Rudaux (Verdun 1840-Donville-les-Bains 1908) et le grand-père par alliance du physicien français Francis Rocard[réf. incomplète]. 
En 1892, il adhère à la Société astronomique de France. En 1894, il crée un observatoire à Donville-les-Bains dans la propriété de ses parents. En 1895-1896, il effectue son service militaire à Granville. En 1898, 1901 et 1902, il expose de l'art décoratif au salon des artistes français. À partir de 1902, il est rédacteur scientifique et artiste pour La Nature et, à partir de 1905, pour L'Illustration. Il reçoit en 1914 le prix des Dames décerné par la Société astronomique de France.
Il est mobilisé en août 1914 au 79e régiment d'infanterie territoriale. En 1915, il passe à la 10e section d'infirmiers et est réformé en 1917.
En 1936, il demeure 113 boulevard Saint-Michel à Paris.
En 1912, il est nommé officier de l'Instruction publique. Il est lauréat de la Société astronomique de France et de l'Office national météorologique. En 1936, il est nommé chevalier de la Légion d'honneur.

## Distinctions
- Officier de l'Instruction publique (1912)
- Chevalier de la Légion d'honneur (1936)

## Publications
Il publie Ce qu'on voit dans le ciel, notions pratiques d'astronomie chez Garnier en 1915. Il est l'auteur d'un Manuel Pratique d'Astronomie publié en 1925, chez Larousse.
Il publia en 1937 Sur les autres Mondes (réédité par Larousse en 1989) où il déploya un grand talent artistique pour imaginer, en conservant une orientation scientifique, des paysages d'autres planètes du système solaire. On lui doit également La Lune et son histoire, ouvrage publié aux Nouvelles Éditions Latines en 1946.

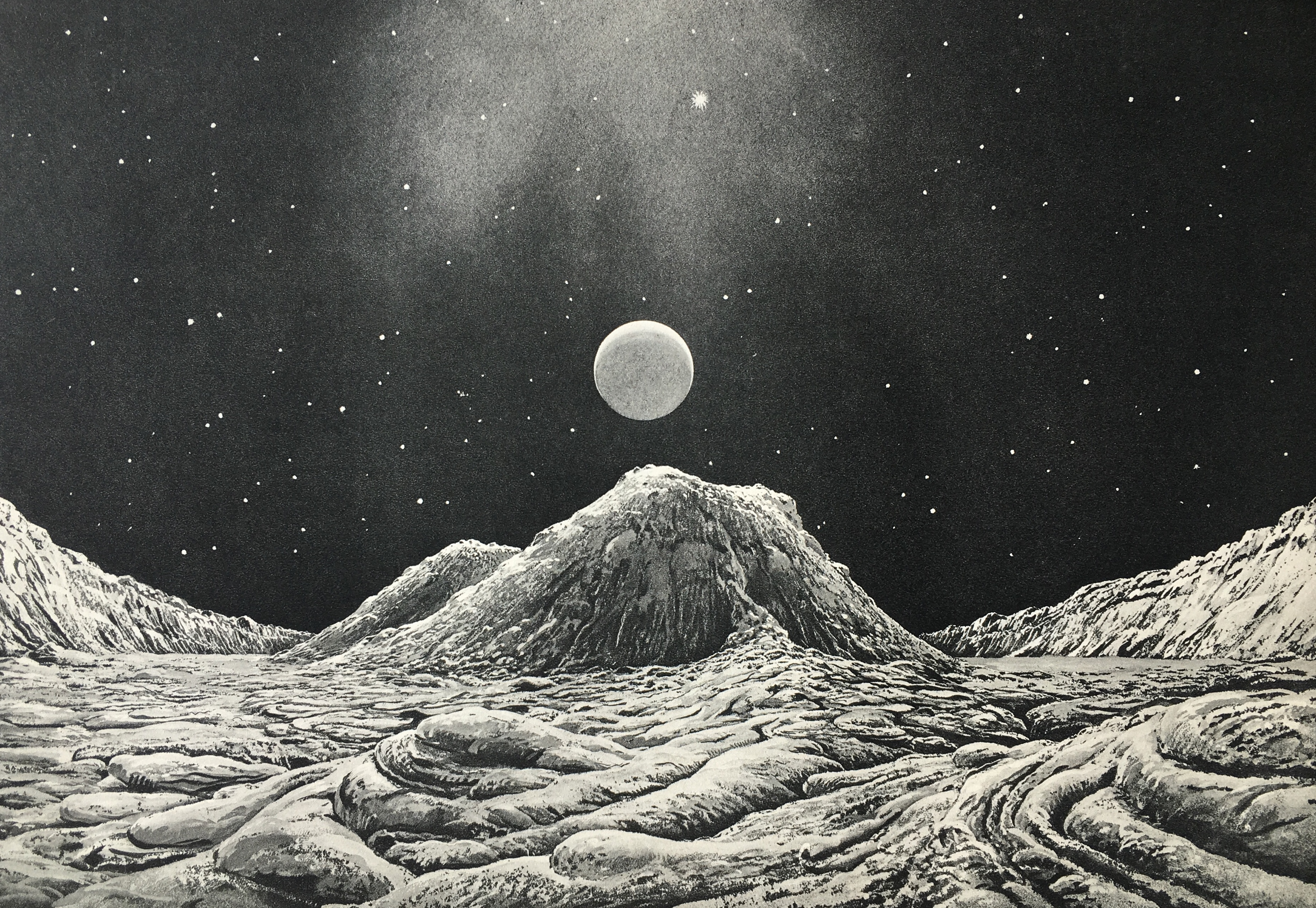
Sur les autres mondes
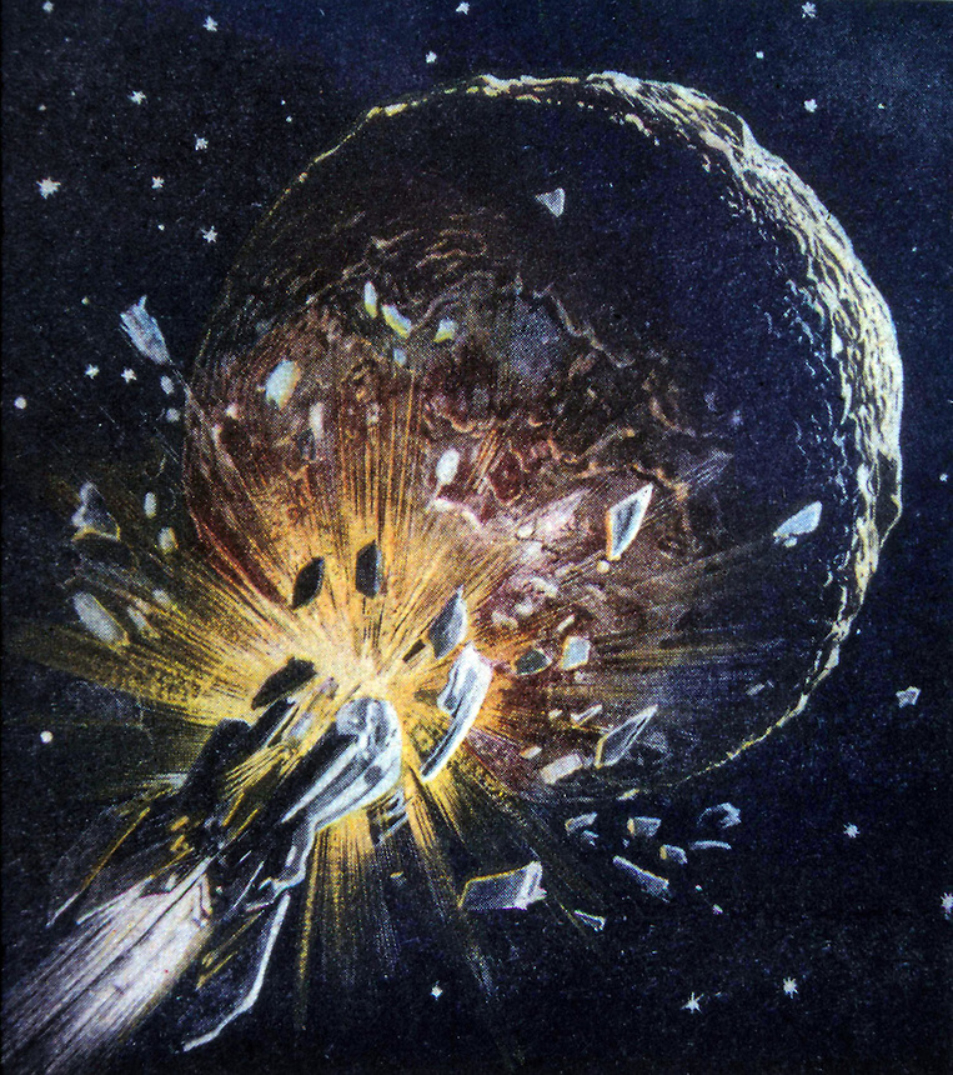
Danger
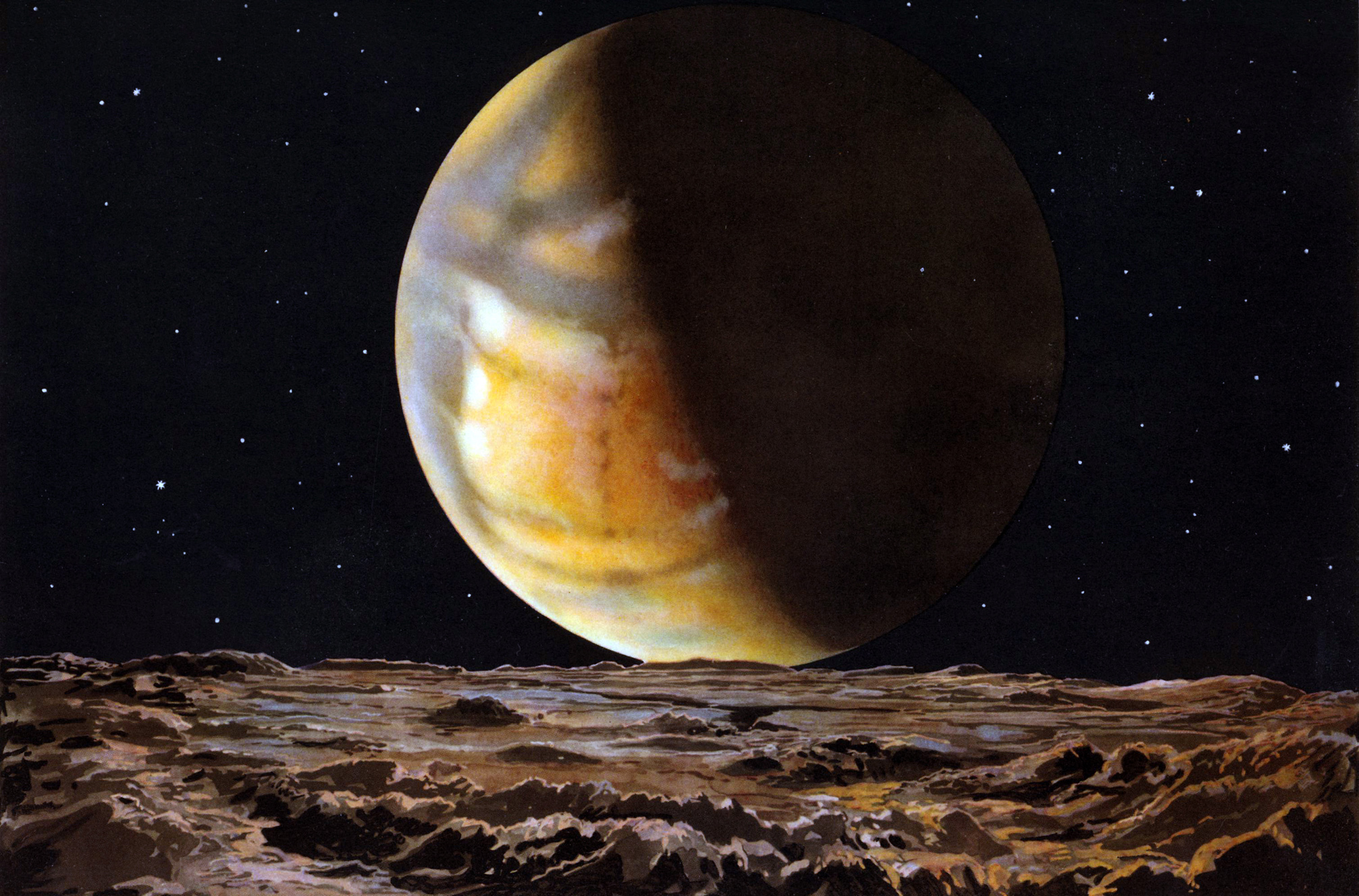
Mars

## Activités astronomiques
Il fut l'animateur du petit observatoire de Donville-les-Bains en Normandie et contribua à la mise en place de la section "Astronomie" au Palais de la découverte.

## Prix
Il existe depuis 2000 un prix « The Lucien Rudaux Memorial Award » consacrant un artiste dans le domaine de l'astronomie.

## Hommages
- Un cratère de la planète Mars a été dénommé Rudaux d'après le nom de cet astronome[6].
- L'astéroïde 3574 a été nommé Rudaux, pareillement.
- Le texte Les astres dans l'espace, publié en 1948 dans l'ouvrage Astronomie, les astres, l'univers, a été repris en guise d'ouverture de l'ouvrage Astronomie dirigé par Philippe de La Cotardière paru en 1981 chez Larousse (p. 2-5).

## Publications
- Ce qu'on voit dans le ciel : notions pratiques d'astronomie, Paris, Librairie Garnier Frères, 1915, 322 p.
- Alphonse Berget, Le Ciel, Paris, Librairie Larousse, 1923, 312 p., illustré sous la direction de Lucien Rudaux.
- Manuel Pratique d'Astronomie, Paris, Larousse, 1925, 256 p. (nouvelle édition revue en 1952, avec la collaboration de Gérard de Vaucouleurs)
- Sur Les Autres Mondes, Paris, Larousse, 1937, 224 p. (rééd. 1990)
- La pluie et le beau temps, la Terre, le jour et la nuit, Paris, Librairie Larousse, 1941, 34 p.
- La Terre et son histoire, Paris, Presses Universitaires De France, coll. « Que Sais-Je ? », 1941, 128 p.
- La Lune et son histoire, Paris, Nouvelles Éditions Latines, coll. « La Découverte », 1947, 250 p.
- Lucien Rudaux et Gérard de Vaucouleurs (préf. André Danjon), Astronomie : les astres, l'univers, Paris, Librairie Larousse, 1948, 511 p. (rééd. 1952, 1956)